# Hospital dos Alienados
O Hospital dos Alienados foi um hospital da cidade de Natal que existiu entre 1882 e 1957, quando foi demolido e, em seu lugar, foi construído o Centro de Saúde do Alecrim.

## História
O Hospital dos Alienados, situado no bairro do Alecrim, surgiu quando a área ainda ficava distante do centro da cidade (então concentrada nos atuais bairros da Ribeira e Cidade Alta).
O lançamento da pedra fundamental do edifício foi realizado por Francisco de Gouveia Cunha Barreto, então governador do Rio Grande do Norte. O Hospital dos Alienados foi o primeiro do gênero em Natal e, de início, tratava também vítimas de varíola.
Com o sucessivo desgaste ao longo dos anos, e com a inauguração do Hospital Colônia, no bairro de Morro Branco, todos os alienados foram transferidos para o novo hospital e o prédio foi demolido. Em seu lugar, o governador Dinarte Mariz construiu o Centro de Saúde do Alecrim.
Na década de 1990, o prédio seria reformado e passaria a se chamar Centro de Saúde Reprodutiva Prof. Leide Morais.